# Thad Cockrell

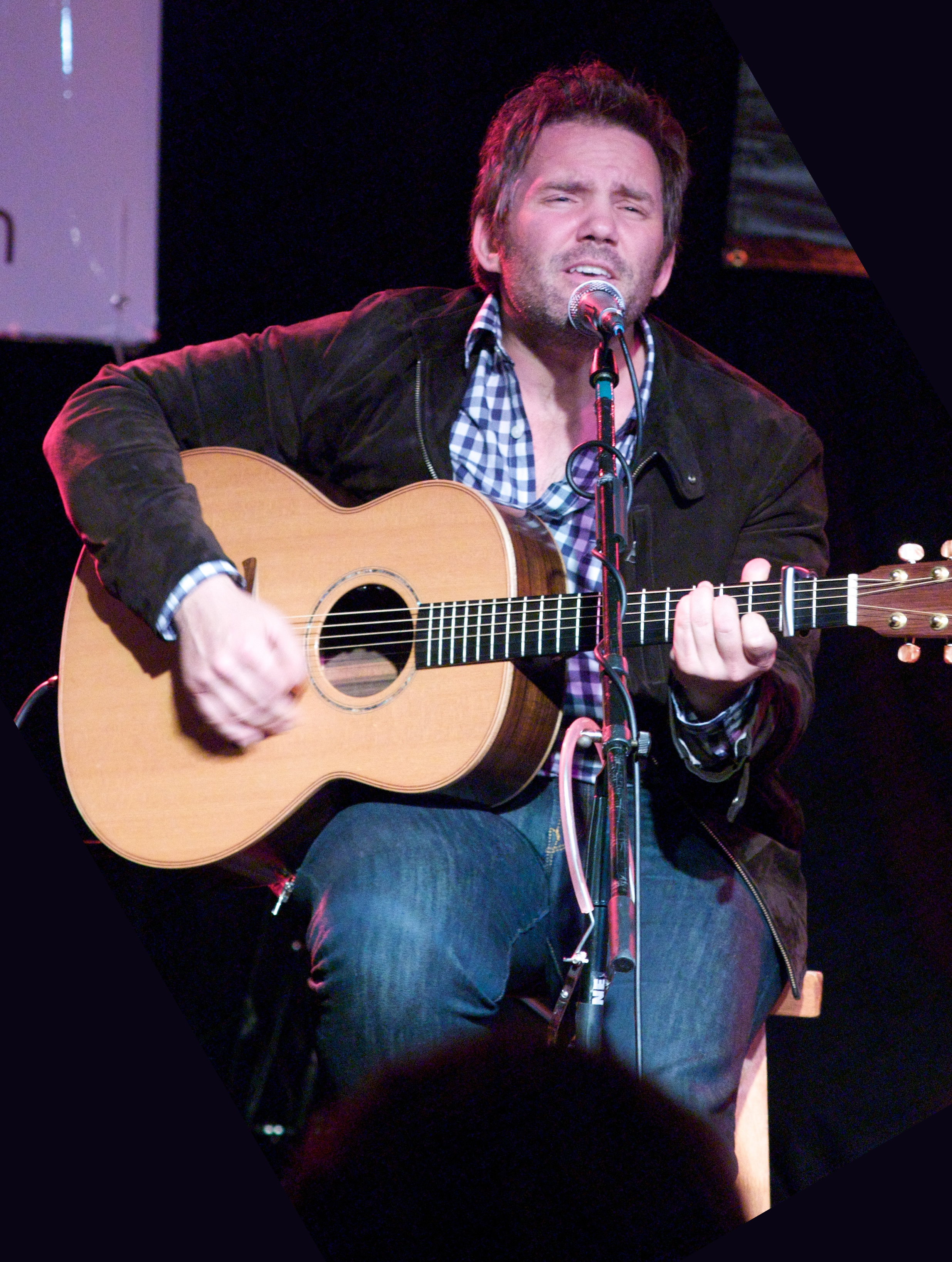
Thad Cockrell in Nashville (2003)

Thad Aaron Cockrell (* 14. März in Kansas City, Missouri) ist ein US-amerikanischer Sänger und Songwriter.

## Leben
Cockrell war ein Sohn eines Baptisten-Pastors und wuchs in Tampa auf. Dort ging er auch zu Highschool, welche durch die Religion des Vaters mit finanziert wurde. In seiner Freizeit entdeckte er seine Vorliebe für Countrymusik und Rock'N'Roll, welche in der Familie verboten war.
Nach der Highschool ging Cockrell auf die Liberty University und studierte dort Baptistische Theologie. Dort begann auch seine Karriere als Songwriter.
Nachdem Jimmy Fallon auf die Single Swingin’ aus dem 2020 veröffentlichten sechsten Studioalbum If In Case You Feel The Same aufmerksam wurde, trat Thad Cockrell am 27. Januar 2021 in dessen Tonight Show mit diesem Lied auf, unterstützt von The Roots.

## Diskografie
Die ersten drei Alben wurden von der Plattenfirma Yep Roc Records verlegt, das vierte Album wurde von der Firma Major 7 Music verlegt.
- 2001: Stacks of Dreams
- 2003: Warmth and Beauty
- 2005: Begnoias
- 2009: To Be Loved
- 2016: Alone Together (mit Leagues)
- 2020: If In Case You Feel The Same